# Francisco de Assis Grieco
Francisco de Assis Grieco (* 9. Mai 1924 in Rio de Janeiro; † 2001)  war ein brasilianischer Wirtschaftswissenschaftler, Politiker und Diplomat.

## Leben
Francisco de Assis Grieco studierte Master der Volkswirtschaft. Von 1948 bis 1949 war er in Wien Gesandtschaftssekretär unter Botschafter Roberto Mendes Gonçalves in Wien. 1964 wurde er Berater des Planungsministers und leitete 1965 war er Koordinator der Comissao de Coordenacao de Alianca para Progresso (COCAP). 1966 war er im Kabinett von Humberto Castelo Branco Regierungsminister. Von 1971 bis 1973 war er Gesandtschaftssekretär erster Klasse in London. Von 1978 bis 1984 war er Botschafter in Budapest und von 1985 bis 1988 Botschafter in Den Haag.